# Bethlehem (Virginia Occidentale)
Bethlehem è un comune degli Stati Uniti d'America, situato nello Stato della Virginia Occidentale, nella contea di Ohio.